# Medți, Krasîliv
Medți (în ucraineană Медці) este un sat în comuna Kremenciukî din raionul Krasîliv, regiunea Hmelnîțkîi, Ucraina.

## Demografie
Componența lingvistică a localității Medți
     Ucraineană (98,8%)
     Rusă (1,2%)
Conform recensământului din 2001, majoritatea populației localității Medți era vorbitoare de ucraineană (98,8%), existând în minoritate și vorbitori de rusă (1,2%).